# سوق القيصرية
سوق القيصرية هو سوق تاريخي يقع في الأحساء شرق السعودية. ويقع سوق القيصرية وسط مدينة الهفوف، في الجهة الغربية لحي الرفعة الأوسط، ويُفتح مباشرة على شارع واسع يخترق وسط المدينة من الشمال للجنوب.

## التاريخ والإنشاء
تشكلت القيصرية عام 1822م في العهد العثماني والتي هي عبارة عن صفوف من الدكاكين الصغيرة، والمتقاربة تقع في ممرات مُغلقة، ومسقوفة وفق الطراز المعمول بِه في تركيا، وبلاد الشام، والعراق قديماً، ثم أخذت شكلها، وهويتها النهائية في عهد المؤسس الملك عبد العزيزحيث تم بناءه وفق الطراز المعماري لمنطقة الأحساء.السوق يصطف بِه أكثر مِن 400 دكان، على مساحة تُقدر بـ 15 ألف متر مربع، تتوزع المحال بين جزئين رئيسيين أحدهما الجزء الأكبر يمتد بين شارعي الخباز والحدادين، والثاني بين شارع الحدادين، وسوق الحريم (البدو)، وبذلك يُعد القيصرية أكبر سوق مسقوف في المملكة، والخليج العربي ويُعتبر سوق القيصرية معلم سياحي بارز ونموذجاً اقتصادياً لمحافظة الأحساء إذ أنه يقع بين مجموعة من معالم التراث العمراني التاريخي كقصر إبراهيم والمدرسة الأميرية أول مدرسة بالأحساء.تشكل القيصرية مقصداً لتموين العديد مِن الأسواق الخليجية خاصةً قطر والكويت والبحرين نظرًا لِقُربهم من الأحساء مِن الأرز، والتمور الأحسائية الشهيرة، حيث تُعد الأحساء أكبر واحة في العالم لزراعة النخيل، كما يضم السوق محلات العِطارة، التي تبيع الحلبة، والسدر، والجريش، وحبة البركة (السويدة) دواء النزر والمرَة. كما تجده مُفعم بروائح البخور، والأعشاب، بجانب توفر الأرز الأحسائي المعطر المعروف لما له من قيمة غذائية عالية، والعديد مِن المنتجات التقليدية التي لا توجد إلا في هذا السوق. بجانب الحناء، والتوابل، والعطوروالكثير مِن المنتجات الإحسائية الخاصة، أو حتى التي كانت تُباع في السوق أو المستوردة مِن الهند والبحرين، وغيرها. ويتوافد على السوق زوار مِن مختلف مناطق المملكة، كما نقلت القيصرية العادات والإرث التقليدي عن طريق الحرف اليدوية والمهنية وكان يمثل أهمية كبرى لدى كبار السِّن وأهل الحشمة الذين لا يلبسون إلا الثياب المخاطة والمحاكة باليد، أمَّا بعضهم الآخر فكان يشتري ثيابا مخاطة بالماكينة التي جلبت إلى الأحساء في الخمسينات، وحياكة البشوت الحرفة التي عرفت بها الأحساء موطناً له منذ عقود التي اشتهرت على امتداد الوطن العربي منذ القدم ب «البشت الحساوي» ويطلب بكثرة خاصة من الآمراء والوزراء والعلماء ورجال الأعمال ووجهاء المنطقة ودول الخليج  في دلالة على جودته ونوعيته التي ميزته عن بقية الصناعات المحلية والعربية والأجنبية بحسب ما يعبر به كثير من حاكة البشوت في الأحساء، منذ العصر الأول لظهور الإسلام، أقدم وصف للسوق ما قدمه الرحالة الإنجليزي ويليام بلجريف الذي زار مدينة الهفوف عام 1269هـ/1852م.

### مراحل بناء السوق
- شُيد على مراحل تعود إلى أيام الدولة الجبرية 795-931هـ
- توسع السوق خلال بدايات الفترة العثمانية الأولى 957-931هـ
- آخر مرحلة تجديد لأجزاء واجهة السوق الغربية خلال السنوات الأولى من دخول الملك عبد العزيز آل سعود للأحساء بين عامي 1337-1342هـ/1918-1923م.[3]

## بناء السوق
- بناء مستطيل الشكل مكون من دور واحد طوله 80×160 م، ويعد السوق أقدم نموذج للسوق العربي الأصيل، ويتكون تخطيط السوق الداخلي من مخطط شبكي The Grid Form، ويضم السوق 422 دكاناً على صفوف متجاورة على جانبي الممرات المسقوفة، ويتقدم واجهة السوق الغربية رواق طويل يُفتح على الشارع الرئيسي من خلال صف طويل من العقود نصف المستديرية ترتكز على أعمدة مستطيلة الشكل.
- للسوق الحالي 14 مدخلاً تتوزع على واجهات السوق الثلاثة، وتؤدي مداخل السوق إلى ممرات مسقوفة تخترق السوق، ويتراوح عرض هذه الممرات مابين 2,5 - 3،5م، بينما تتواجد المداخل الرئيسية للسوق في واجهته الغربية.[5]

## الحريق
في يوم الخميس 7/2/1422هـ الموافق 18 أكتوبر 2001م تعرض السوق لحريقٍ هائل تسبب في دمار 80% من السوق، وقد قامت بلدية الأحساء بوضع خطة عاجلة لتوفير البديل المناسب وبأسرع وقت ممكن، وتم تكليف أحد المقاولين بالبدء بأعمال الصيانة والترميم لتعديل سوق الخضار القديم كمحلات تجارية لتكون قادرا على استيعاب كل أصحاب محلات سوق القيصرية.

## معروضات السوق
- الملابس العربية التقليدية ومنها البشوت المطرزة بخيوط الذهب وأنواع العبايات واغطية الرأس
- المشغولات التقليدية والمقتنيات التراثية
- المنتجات العطرية والنباتات الطبية
- أنواع الحبوب والقهوة وجميع المواد الغذائية.[7]

## معرض الصور

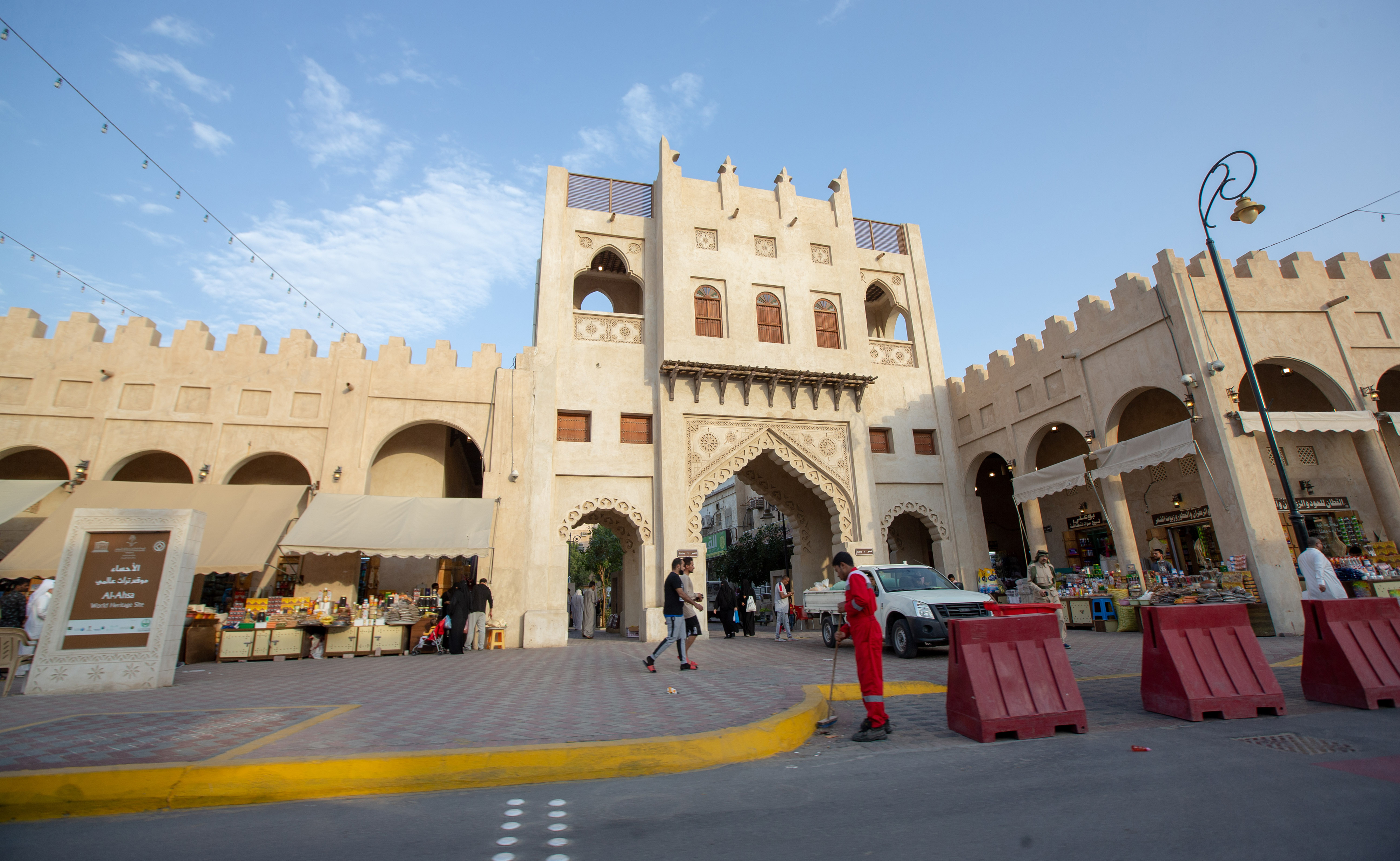
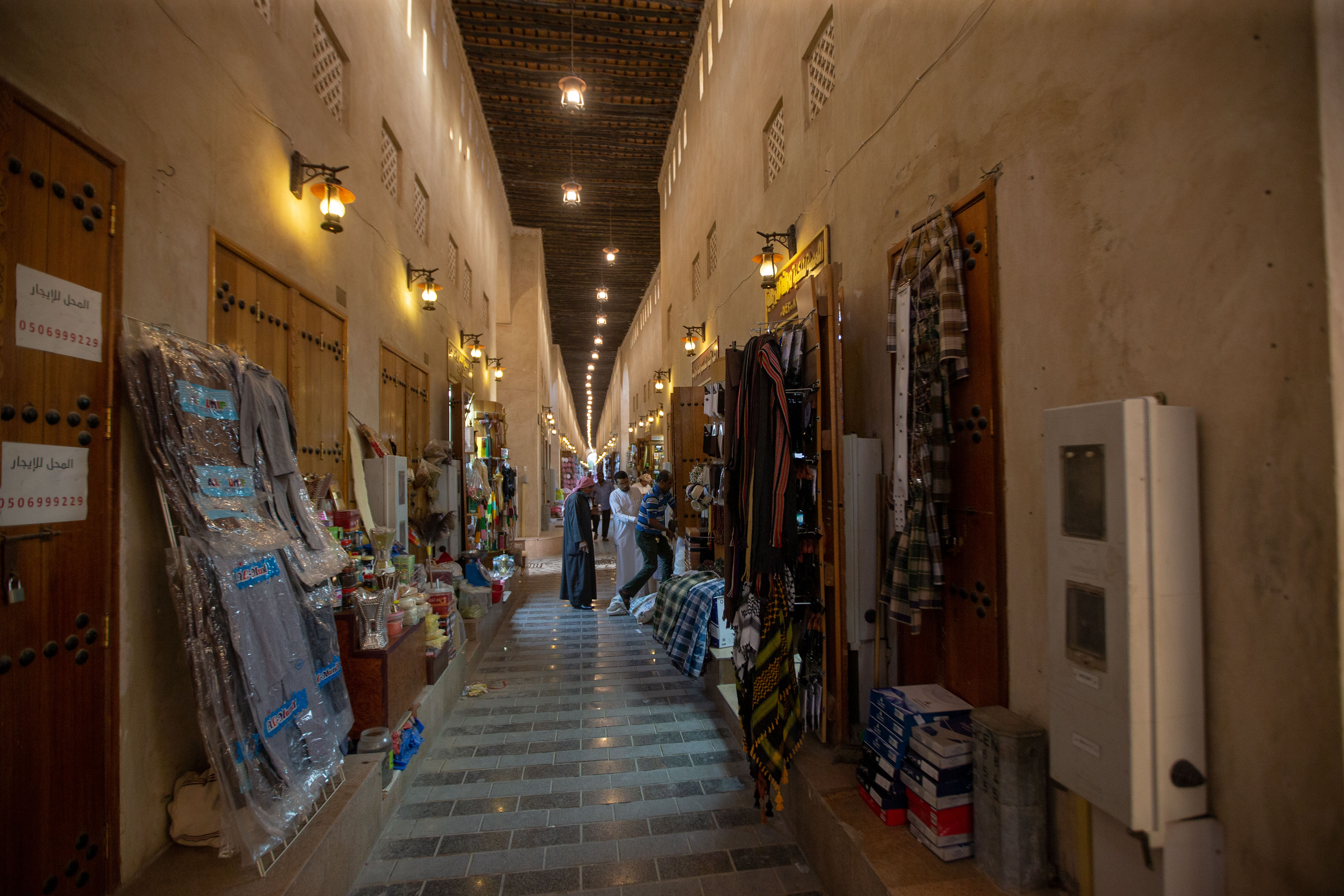
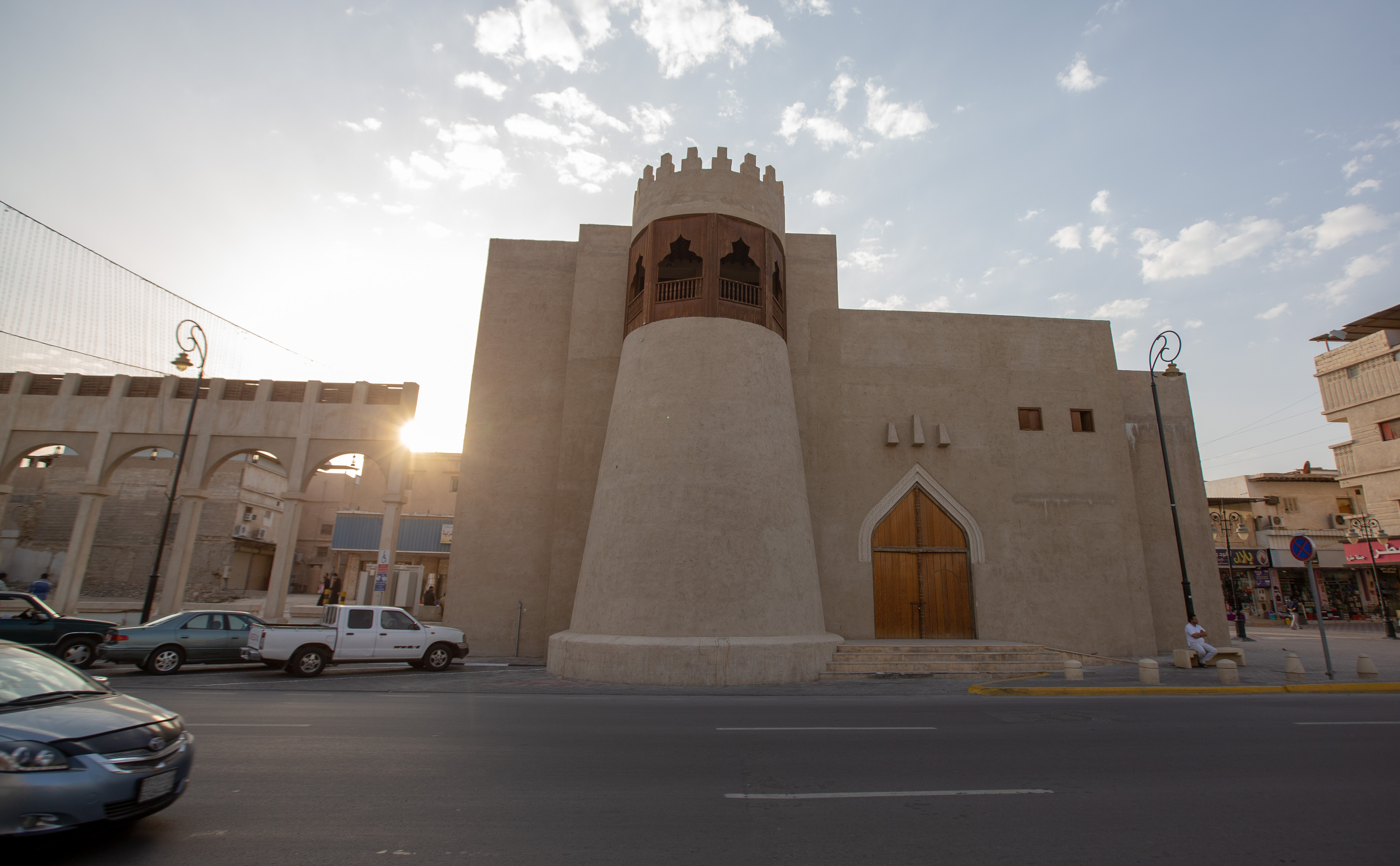
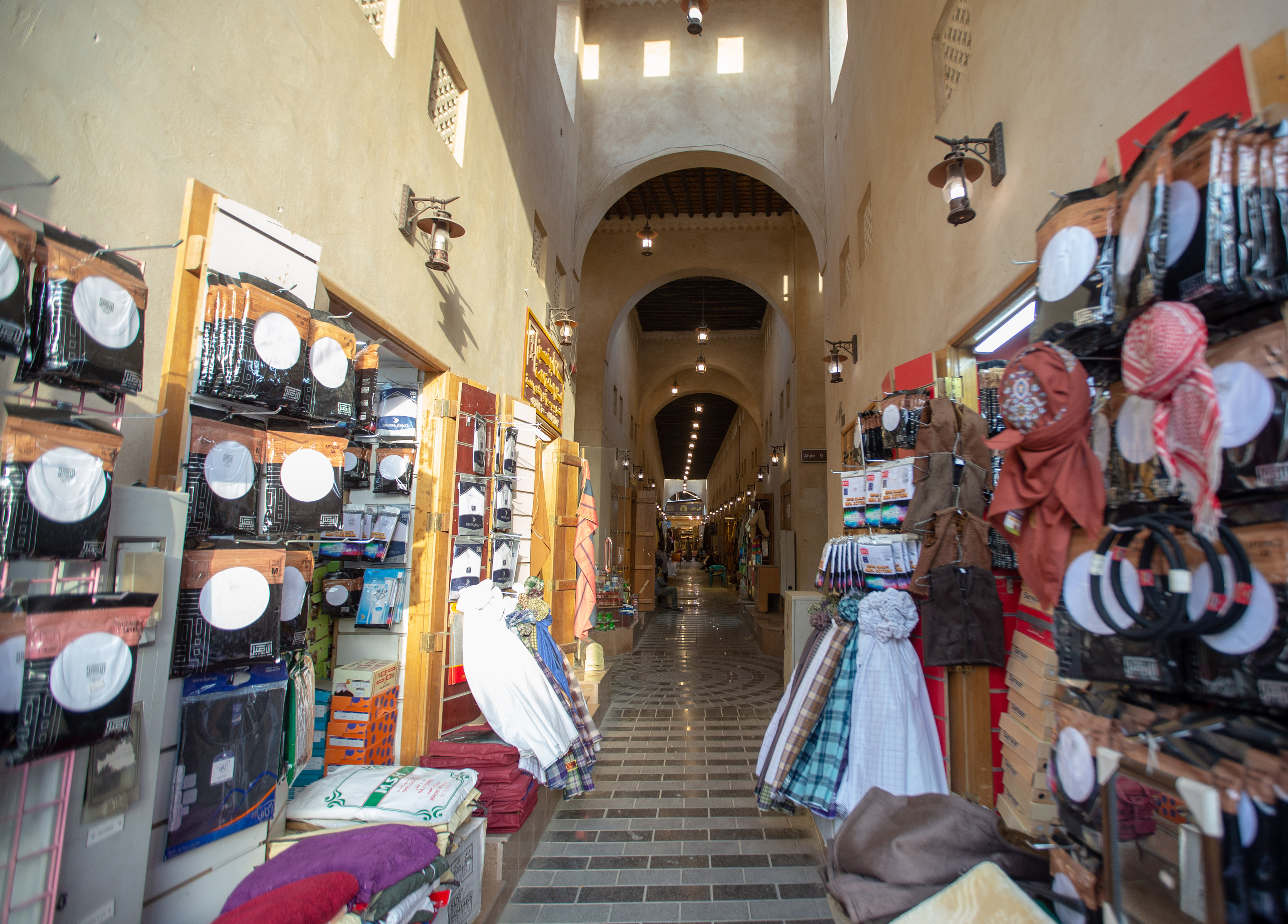
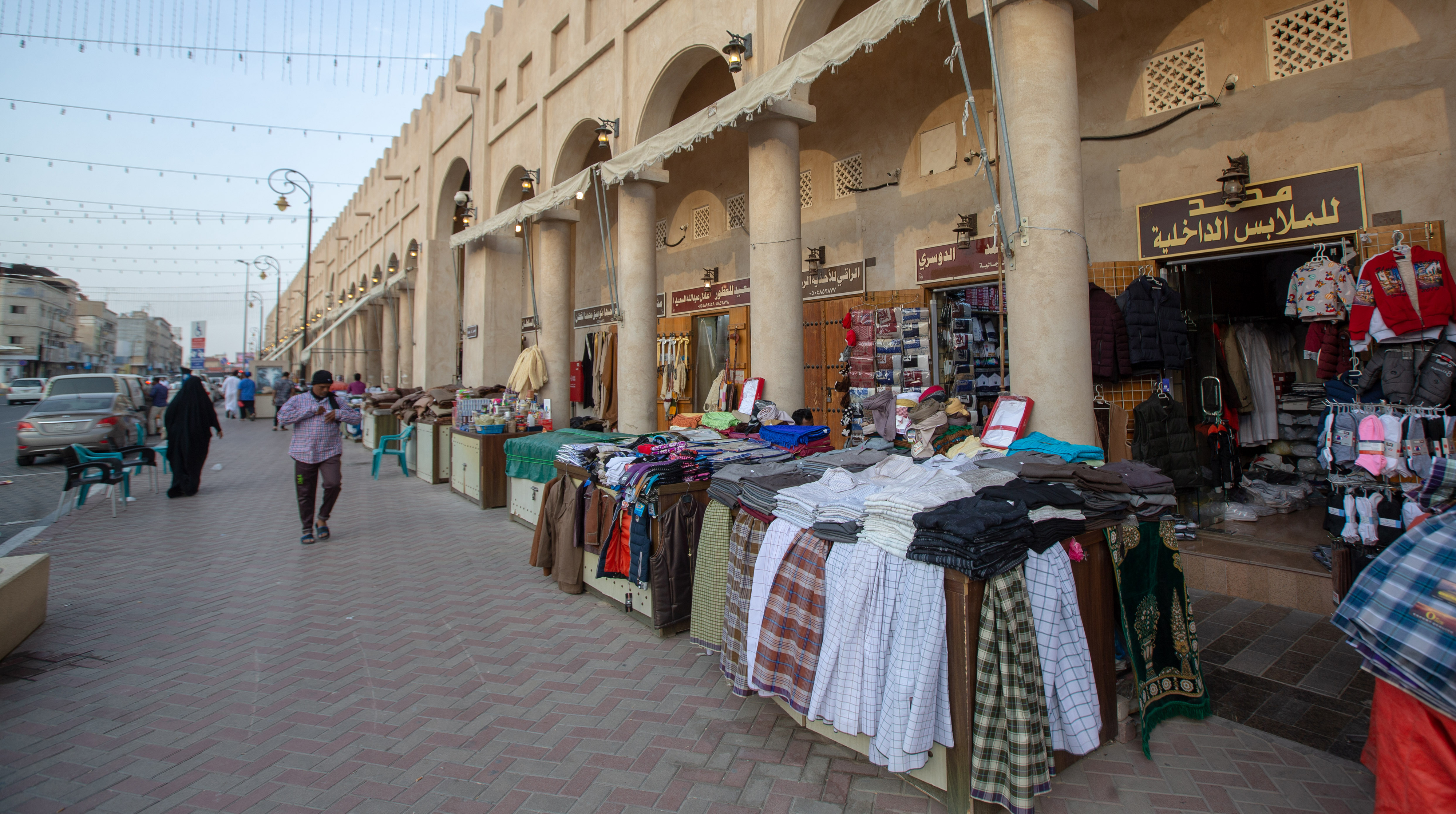
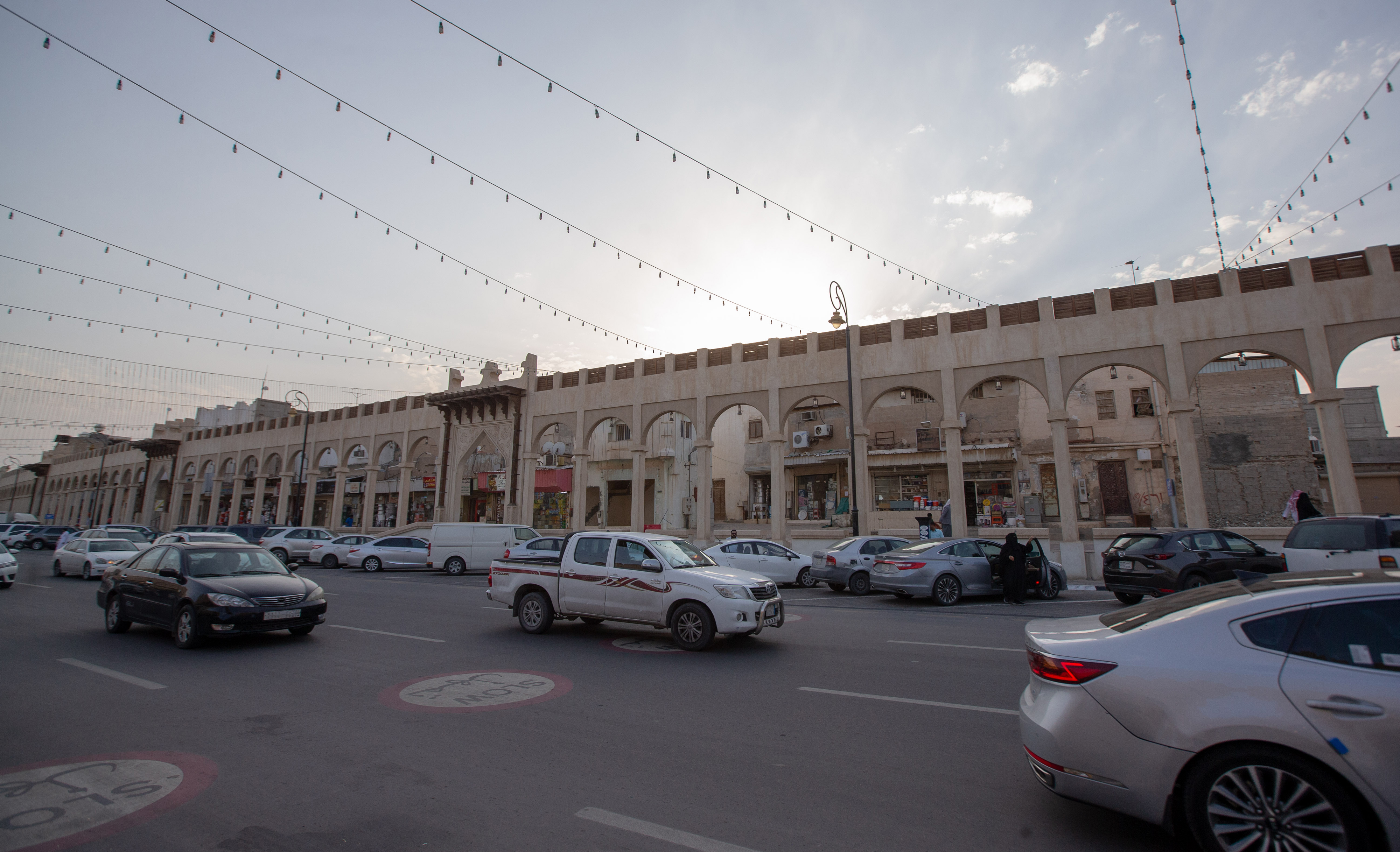

## انظر ايضاً
- الهفوف
- سوق عكاظ
- سوق الجردة

## وصلات خارجية
- سوق القيصرية بالأحساء.. قصة تغلب التراث على الحداثة ليتحقق الإنجاز العالمي.
- «سوق القيصرية» بالأحساء.. من الرماد إلى العالمية.